# Tatárjárás
Tatárjárás es una opereta en tres actos con música de Emmerich Kálmán y libreto en húngaro de Károly Bakonyi (escrito en colaboración de Andor Gábor, autor de los cantables). Fue estrenada el 23 de febrero de 1908 en el Vígszínház (Teatro de la Comedia) de Budapest.
Se trata del primer éxito de Kálmán, que pronto contó con una adaptación al alemán por el propio libretista Bakonyi junto a Robert Bodanzky; fue dada a conocer el 22 de enero de 1909 en el Theater an der Wien de Viena y gozó, a partir de ese momento, de una amplia repercusión internacional con versiones en numerosas lenguas.

## Historia interpretativa
El estreno neoyorkino como The Gay Hussars, adaptado por Maurice Brown Kirby (con cantables de Grant Stewart) tuvo lugar en el Knickerbocker Theatre de Broadway el 29 de julio de 1909 con W. H. Denny encabezando el reparto. Otra adaptación a la lengua inglesa se dio a conocer en el Adelphi Theatre de Londres en 1912 bajo el título de Autumn Manoeuvres, con Robert Evett como protagonista. La obra recorrió, después, todo el Reino Unido.
Se pueden contabilizar hasta cuatro adaptaciones a la lengua española de Tatárjárás. En 1909 Manuel Linares Rivas y Federico Reparaz versionaron la obra bajo el título de Guerra franca para su estreno en el Teatro-Circo de Price de Madrid. Al año siguiente, José Zaldívar estrenó una nueva adaptación en el Teatro Cómico de Barcelona con el título de Maniobras militares. El año 1912 se dio a conocer en el Teatro Eslava de Madrid otro arreglo de la opereta de Kálmán titulado Los húsares del kaiser, en este caso firmado por José Juan Cadenas. Hay documentada, además, ese mismo año una adaptación por Alfredo Nan de Allariz que llevaba en repertorio la compañía de Esperanza Iris y de la que incluso han quedado testimonios fonográficos.

## Argumento
Hace mucho tiempo la baronesa Risa y Lörenthy fueron amantes. En esa época Lörenthy poseía un castillo. Su relación se rompió y Rita se casó con un rival de Lörenthy que era rico, y no sólo le quitó la esposa sino el castillo. Es comprensible que Lörenthy se deprimiera y por ello se alistó en el ejército, llegando a ascender a teniente. Ahora, años después, unas maniobras militares tienen lugar en las inmediaciones del castillo, y el teniente Lörenthy participa en ellas. Risa, que ha enviudado, vive en el castillo que tiempo atrás fuera de Lörenthy. El teniente, todavía amargado, se niega a entrar en el castillo. A la par, Treszka, hija del mariscal de campo que comanda las maniobras, se enamora de Lörenthy mientras ignora los avances del joven teniente Marosi.
Por otros motivos, Lörenthy se ve obligado a refugiarse en el castillo, enamorándose de nuevo de Risa. Ella le insta a desertar y a quedarse con ella. Ambos comprenden que eso supone el final de la carrera militar del teniente. La cosa puede ser incluso pero, ya que el mariscal de campo exige adicionalmente un severo castigo para Lörenthy. Sin embargo, gracias a la mediación de Risa y Treszka, llega a cambiar de opinión, reduciendo la pena a un arresto de veinticuatro horas. Lörenthy queda así libre para Risa. A la par, Treszka, comprobando que no tiene ninguna posibilidad con Lörenthy dedica sus atenciones a su admirador Marosi. La obra termina, como manda la tradición del género, sin que nada se interponga a dos felices emparejamientos.

## Registros fonográficos
- 2003 (Albany Records) Autumn Maneuvers (en inglés; nueva adaptación de Steven Daigle para la Ohio Light Opera). Con Wade Woodward, Jacqueline Lengfelder, Oliver Henderson, Lauren Pastorek, Lauren Beatty y Nathan Arnett. Director: Steven Byess.
- 2018 (Oehms Classic) Ein Herbstmanöver (en alemán). Con Grga Peroš, Christiane Boesiger, Harald Pfeiffer, Marie Seidler, Clemens Kerschbaumer y Tomi Wendt. Director: Michael Hofstetter.